# Marlow Award
Der Marlow Award ist eine seit 1957 in der Regel jährlich vergebene Auszeichnung in Physikalischer Chemie der Royal Society of Chemistry. Die Preisträger sollten noch als Nachwuchswissenschaftler eingestuft werden können (Alter bis 35 Jahre oder Promotion höchstens 10 Jahre zurückliegend).
Der Gewinner erhält 2000 Pfund Sterling und hält Vorlesungen an Universitäten in Großbritannien und 3000 Pfund für Reisekosten einer R. A. Robinson Lecture in Australien, Neuseeland, Singapur oder Malaysia. Sie ist nach Robert Anthony Robinson (1903–1979) benannt. Die Lectureship besteht seit 1981.
Bis 2008 hieß die Auszeichnung Marlow Medal and Prize. Sie ist nach dem Patentanwalt und Chemiker George Stanley Withers Marlow (1889–1948) benannt.

## Preisträger
- 1957 John Shipley Rowlinson (1926–2018)
- 1958 John Pople (1925–2004)
- 1959 Peter Gray (1926–2012)
- 1961 John Stanley Griffith (1928–1972)
- 1962 John C. Polanyi (* 1929)
- 1963 Stuart A. Rice
- 1965 Alastair M. North
- 1966 Alan Carrington (1934–2013)
- 1967 C. N. Ramachandra Rao
- 1968 Michael Anthony Atherton (* 1942)
- 1969 John Michael White (1938–2007)
- 1970 Michael Arthur Alderson Clyne (1937–1981)
- 1971 Geoffrey R. Luckhurst
- 1972 William Graham Richards (* 1939)
- 1973 Karl F. Freed
- 1974 R. Grice
- 1975 G. Duxbury
- 1976 J. J. Burton
- 1977 Jonathan N. L. Connor
- 1978 R. G. Woolley
- 1979 Thomas F. George (* 1947)
- 1980 J. P. Maier
- 1981 G. S. Beddard, G. R. Fleming
- 1983 D. W. Oxtoby
- 1984 N. V. Richardson
- 1985 D. J. Tildesley
- 1986 D. C. Clary
- 1987 Michael Ashfold
- 1988 Steven J. Sibener
- 1989 James Edward Baggott (* 1957)
- 1990 D. E. Logan
- 1991 S. K. Scott
- 1992 nicht verliehen
- 1993 G. S. Attard
- 1994 Peter J. Knowles
- 1995 D. E. Manolopoulos
- 1996 K. D. M. Harris
- 1997 P. R. Unwin
- 1998 S. D. Price
- 1999 Andrew J. Orr-Ewing
- 2000 J. A. Jones
- 2001 H. H. Fielding
- 2002 J. W. Essex
- 2003 D. J. Caruana
- 2004 J. Reid
- 2005 J. V. Macpherson
- 2006 F. R. Manby
- 2007 A. Troisi
- 2008 Stefan Willitsch
- 2010 Angelos Michaelides
- 2011 Sharon Ashbrook
- 2012 Robert Best
- 2013 Andrew Goodwin
- 2014 Cinzia Casiraghi
- 2015 Philipp Kukura, Flemming Hansen
- 2016 Józef Lewandowski
- 2017 Steven Lee
- 2018 Artem Bakulin
- 2019 Samuel Stranks
- 2020 Radha Boya
- 2021 Brianna Heazlewood
- 2022 Basile Curchod
- 2023 Bryan Bzdek[1]